# Fronte Nazionale Controrivoluzionario
Il Fronte Nazionale Controrivoluzionario o Antirivoluzionario, o semplicemente Fronte Nazionale e/o Fronte della Controrivoluzione (in spagnolo Frente Nacional Contrarrevolucionario o Antirrevolucionario/Frente Nacional/Frente de la Contrarrevolución), e Fronte Catalano d'Ordine (in catalano Front Català d'Ordre) in Catalogna, è stata una coalizione di partiti politici di destra spagnoli, usciti vincitori dalle elezioni del novembre 1933, formatasi per le elezioni del febbraio 1936, durante la Seconda Repubblica Spagnola.
Il Fronte Nazionale era composto, principalmente, da:
- Confederazione Spagnola delle Destre Autonome (CEDA)
- Partito Agrario Spagnolo;
- Comunione Tradizionalista (carlisti);
- Rinnovamento Spagnolo (monarchici);
- Partito Nazionalista Spagnolo.

A questo nucleo di partiti di destra cattolici e monarchici si unirono alcuni piccoli partiti della destra repubblicana (Repubblicano Conservatore, Repubblicano Radicale, Liberale Democratico, del Centro Democratico e Repubblicano Progressista), e la Lega Regionalista di Francesc Cambó, spaventati dalla prospettiva di vedere i marxisti al governo dopo le elezioni. Ed in effetti quest'alleanza composita, che riuniva i repubblicani moderati, gli accidentalisti ed i monarchici anti-repubblicani, nacque più per il bisogno di contrastare il Fronte Popolare, che non da una reale convergenza tra gli alleati, i quali infatti non stesero un programma di governo, ed in alcune circoscrizioni si presentarono divisi.
La Falange Española y de las JONS di José Antonio Primo de Rivera corse invece da sola. 
Gil-Robles non riuscì ad attrarre il voto repubblicano moderato nelle elezioni del 16 febbraio, ed il Fronte Nazionale ottenne il 46,48% eleggendo 156 rappresentanti e perse contro il Fronte Popolare, che ne conquistò 263, con il 47,03%, evento che portò al governo Azaña.
Il leader dell'opposizione José Calvo Sotelo fu assassinato cinque mesi dopo, evento che fece scoppiare la Guerra Civile Spagnola.

## Risultati elettorali
| Elezione | Voti      | %    | Seggi     |
| -------- | --------- | ---- | --------- |
| 1936     | 4.375.800 | 46,5 | 141 / 473 |